# Лизогубівський літопис
Лизогу́бівський літо́пис («Летописец, или Описание краткое знатнейших действ и случаев, что в котором году деялось в Украине малороссийской обеих сторон Днепра и кто именно когда гетьманом был козацким») — український літопис 18 століття. Складений в 1742 році.
Літопис охоплював події в Україні з початку 16 століття до 1737 року. Автор літопису анонімний. В історичній літературі існує думка, яку найбільш переконливо аргументували Володимир Антонович і П. Клепацький, що автором літопису був генеральний обозний Яків Лизогуб (не виключена і участь в написанні його брата С. Лизогуба).
Основним джерелом для викладу історичних подій до кінці 18 століття були козацькі літописи (зокрема, Короткий опис Малоросії), від 1690-х років до 1737 року — родинні записи сім'ї Лизогубів. Літопис містить невеликі оповідання з історії України, головним чином про гетьманів, про участь козаків у Північній війні 1720-21 років тощо. Закінчується літопис описом Кримських походів 1736-38 років. В основному, лояльно відносячись до російського царизму, літописець критично ставиться до його політики у Гетьманщині та відстоює ідею політичної автономії України.
Літопис є цінною пам'яткою української історіографії 18 століття. Вперше був виданий Миколою Білозерським («Южнорусские летописи», 1858), а пізніше Володимиром Антоновичем («Сборник летописей, относящихся к истории Южной и Западной Руси», 1888).